# Doncourt-lès-Longuyon
Doncourt-lès-Longuyon è un comune francese di 291 abitanti situato nel dipartimento della Meurthe e Mosella nella regione del Grand Est.

## Società

### Evoluzione demografica
Abitanti censiti

## Storia

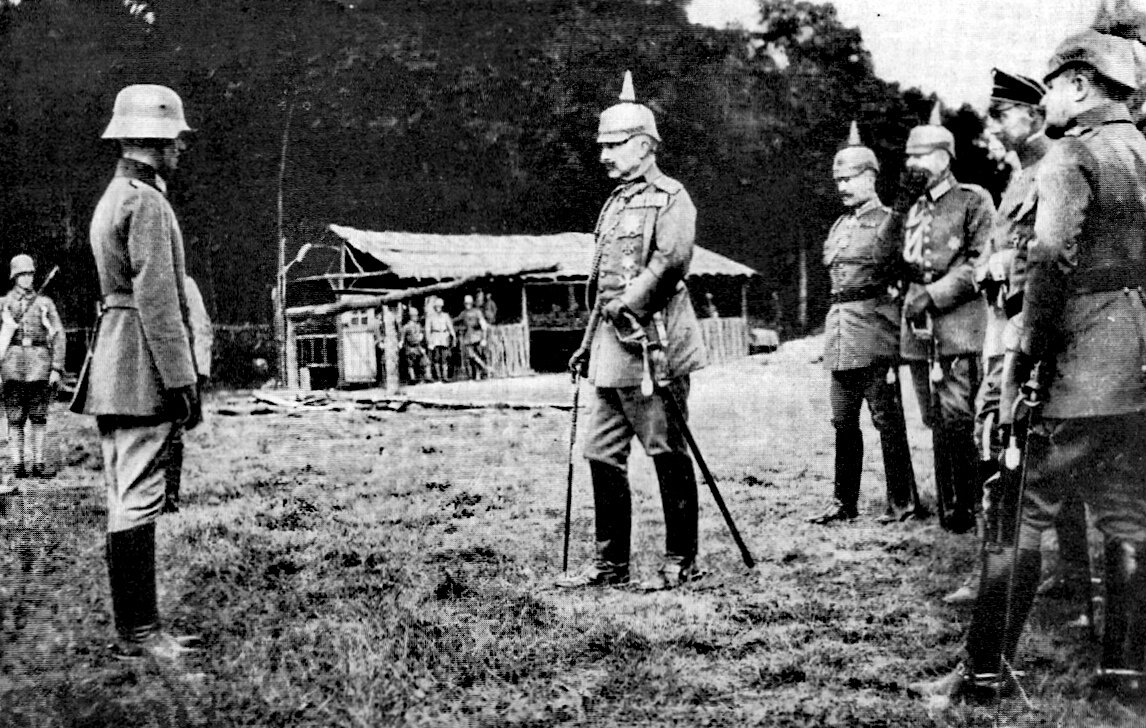
Rohr incontra l'Empereur

Durante la prima guerra mondiale la foresta di Doncourt è diventato il campo di addestramento dello "Sturm-Bataillon Nr. 5 (Rohr) ". Questa era l'unica unità militare che dovrebbe essere chiamato dopo il loro comandante durante la guerra. L'imperatore tedesco ha visitato Willy Rohr e il suo battaglione il 14 agosto 1916.